# چانکونابه
چانکونابه (به ژاپنی: ちゃんこ鍋)، نوعی غذای آب‌پز (نوعی از نابه‌مونو) یا غذای یک دیگ) در آشپزی ژاپنی است که معمولاً به مقدار زیادی توسط کشتی‌گیران سومو به عنوان بخشی از رژیم افزایش وزن مصرف می‌شود.